# Fungemia
Fungemia é uma doença que consiste na presença de fungos no sangue. É mais frequentemente encontrada em pacientes com baixa imunidade ou imunodeficiência com elevada agranulocitose, pacientes oncológicos ou pacientes com catêteres intravenosos. Recentemente, foi demonstrado que pacientes com imunidade normal que tomaram infliximab (um tipo de droga medicinal) podem ficar com risco aumentado de contrair fungemia. O diagnóstico é complicado, já que uma cultura de sangue comum tem pouca sensibilidade. O tratamento envolve o uso de antimicóticos, como o fluconazol ou a anfotericina B.
Os dois maiores fatores de risco são:
- Uso de antibióticos de amplo espectro
- Colonização do fungo (exemplo: Candidíase)

Outros fatores de risco são:
- Diálise
- Diabetes
- Flora intestinal debilitada
- Sistema imunológico suprimido
- Catéter venoso central
- Alta quantidade de enfermidades
- Múltiplas cirurgias abdominais
- Uso de esteróides
- Queimaduras

O agente patogênico mais amplamente conhecido é a "Candida albicans", causando 70% das fungemias, seguida pela 
"Candida glabrata" com 10% e "Aspergillus" com 1%. Contudo, a frequência de infecção por "T. glabrata", "Candida tropicalis", "C. krusei" e "C. parapsilosis" está aumentando, especialmente quando ocorre uso frequente de fluconazol. Os sintomas vão de médio a elevado, sempre descritos como sintomas de gripe intensa. Dor, desordem mental, fadiga crônica, infecções são alguns dos poucos da lista de sintomas associados com a fungemia.